# Hlas lesa
Hlas lesa, H. 243, je jednoaktová rozhlasová opera Bohuslava Martinů z roku 1935. Autorem libreta je Vítězslav Nezval. Opera byla uvedena v Československém rozhlase 6. října 1935 v nastudování Otakara Jeremiáše.

## Osoby
| Nevěsta         | soprán       |
| Mysliveček      | tenor        |
| Šenkýřka        | alt          |
| 1. loupežník    | baryton      |
| 2. loupežník    | tenor        |
| 3. loupežník    | bas          |
| vypravěč        | mluvená role |
| sbor loupežníků |              |

## Stručný obsah opery
Vstupte do lesa příšernějšího než kostlivec
Vypravěčův úvod.
Chudý mě měl rád…
Nevěsta, která si má příštího dne vzít bohatého, ale nemilovaného ženicha, jde do večerního lesa na poslední dostaveníčko se svým milým Myslivečkem. Mysliveček ale na schůzku nepřijde a Nevěsta v nočním lese zabloudí.
Dobrý večer, krásná panno…
Nevěstu nachází loupežník a nabízí jí přístřeší v loupežnické chatrči s tím, že ji ráno vyvede z lesa.
Jednadvacet, jednadvacet…
Loupežníci hrají v karty. Jeden z nich vsadí do hry svého zajatce. Loupežník, který vyhrál se rozhodne, že zajatce prodá Bábě šenkýřce. Přichází první loupežník s Nevěstou. Ta se svěřuje se svým zoufalstvím a loupežníci ji utěšují. Náhle se ozve zaklepání. Za dveřmi je Baba šenkýřka, a protože „žádná baba dívku nesnese“, loupežníci Nevěstu přestrojí do loupežnického.
Šenkýřko, šenkýřko…
Loupežníci nabízejí šenkýřce zajatce. Ukáže se, že je to Nevěstin milý Mysliveček. Mysliveček ale službu u šenkýřky odmítne a podle loupežnických pravidel má být zabit. Loupežníci losují, kdo ho má utratit, a los padne na „loupežníka“ – Nevěstu.
Mezihra
Rozluč se, mladý muži…
Nevěsta – loupežník odvádí Myslivečka do lesa. Jeho posledním přáním je možnost rozloučit se se svou milou – Nevěstou a poznat tvář svého vraha.
Finále, A nikdo nás nerozdělí…!
Nevěsta se dává poznat, vše končí šťastně. Závěrečný duet „A nikdo nás nerozdělí, i kdybychom sami chtěli…“

## Nahrávky
- 1999 nahrávka Supraphon, sólisté: Helena Kaupová, Jaroslav Březina, Lenka Šmídová, Roman Janál, Vladimír Okénko, Zdeněk Harvánek, orchestr: Pražská komorní filharmonie, Komorní sbor, sbormistr Pavel Baxa, dirigent Jiří Bělohlávek

## Filmové zpracování
V roce 2000 pořídila Česká televize filmovou verzi opery. Použita je hudební nahrávka Jiřího Bělohlávka z roku 1999. Režisérem byl Jiří Nekvasil.